# 極樂世界

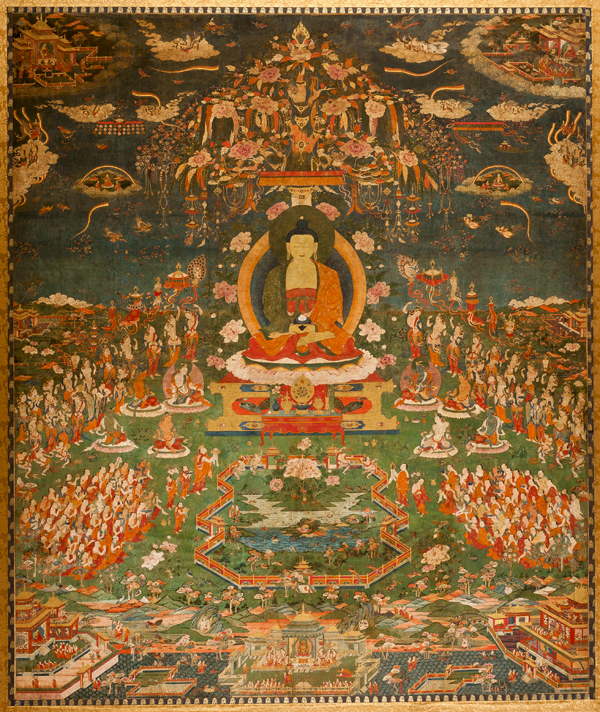
描繪極樂世界的唐卡，現藏於圣安东尼奥艺术博物馆

極樂世界（羅馬化：Sukhāvatī），梵文音譯為蘇珂嚩帝、須呵摩提(須摩提)，又稱作西方極樂世界、安樂世界、善解世界、清泰世界、西方淨土、阿彌陀佛淨土，是佛教中阿弥陀佛成佛時，依因地修行所發四十八大愿所感之庄严、清净佛國淨土。以「信」、「願」、「行」為三要，往生西方极乐净土爲愿望，并以念佛爲主要的修行方法称爲净土法门，是净土宗的主要教法。

## 國土殊勝
《佛说阿弥陀经》是净土宗的根本经典之一，是念佛人修行的重要依据。此经言简意赅，文深义丰，广博洪深，精微莫测。一切善法，唯信能入；一切事业，唯信能成就。能真信确愿，则能有所行动。因地正确了，果地一定不会纡曲。佛言万法唯心，则念佛成佛，人人有份也。藕益大师在《阿弥陀经要解》中说：“诸佛怜念群迷，随机施化。虽归元无二，而方便多门。然于一切方便之中，求其至直捷至圆顿者，则莫若念佛求生净土。又于一切念佛法门之中，求其至简易至稳当者，则莫若信愿专持名号。是故净土三经并行于世，而古人独以阿弥陀经列为日课。岂非有见于持名一法，普被三根，摄事理以无遗，统宗教而无外，尤为不可思议也哉！”
本经典的要旨可以概括为四个字：理、事、果、行。理是西方净土的义理，事是西方极乐世界一事，果是指阿弥陀佛，行是持名念佛。《阿弥陀经》经文说：“若有善男子、善女人，闻说阿弥陀佛，执持名号，若一日、若二日、若三日、若四日、若五日、若六日、若七日，一心不乱，其人临命终时，阿弥陀佛与诸圣众，现在其前。是人终时，心不颠倒，即得往生阿弥陀佛极乐国土”。这是弥陀经最重要的开示。
《阿彌陀經》載明彼佛土以其國眾生無有眾苦沒有眾多的苦惱，但受諸樂受到極大最高很多的快樂，故名極樂。另外，同經亦載，極樂國土，七重欄楯、七重羅網、七重行樹，皆是四寶，周匝圍繞，是故彼國名為極樂。又極樂國土有七寶池，八功德水充滿其中，池底純以金沙布陳在地。四邊階道，金、銀、瑠璃、玻瓈合成。上有樓閣，亦以金、銀、瑠璃、玻瓈、硨磲、赤珠、碼碯而嚴飾之。池中蓮華，大如車輪，青色青光，黃色黃光，赤色赤光，白色白光，微妙香潔。彼國又有阿彌陀佛所幻化之種種奇妙雜色之鳥——白鶴、孔雀、鸚鵡、舍利、迦陵頻伽、共命之鳥，晝夜六時出和雅音，演暢五根、五力、七菩提分、八聖道分如是等法，令其土眾生聞是音已，皆悉念佛、念法、念僧。
釋迦牟尼佛於淨土諸經中，將極樂世界介紹給本土眾生，說其位於此界西方，依於阿彌陀佛於因地為法藏比丘時所發之四十八大願而成，已歷十劫時間，距此娑婆世界有十萬億佛土之遙（一佛土涵蓋一三千大千世界，相當十億個銀河系）。雖相隔如是不可思議，然而在念佛往生之人，因有佛菩薩威德神力方便接引，一彈指頃即可到達，各依所作業品而皆往生，於彼土進修佛道。據華嚴經中說，在極樂世界過一天一夜，我們這個娑婆世界就過了一大劫。（一大劫乃宇宙經過成住壞空非常久遠之時間。）
《佛說大乘無量壽莊嚴清淨平等覺經》中，法藏比丘發願曰：「我作佛時，十方眾生，聞我名號，至心信樂，所有善根，心心回向，願生我國，乃至十念，若不生者，不取正覺。唯除五逆，誹謗正法。」「十方世界諸眾生類，生我國者，皆於七寶池蓮華中化生。若不爾者，不取正覺。」

## 念佛往生
我作佛時。十方眾生。問我名號。至心信樂。所有善根。心心回向。願生我國。乃至十念。若不生者。不取正覺。唯除五逆。誹謗正法。_____《無量壽經· 第十八願：十念必生願》
若有眾生欲生彼國。雖不能大精進禪定。盡持經戒。要當作善。所謂一不殺生。二不偷盜。三不淫慾。四不妄言。五不綺語。六不惡口。七不兩舌。八不貪。九不瞋。十不癡。_____《無量壽經· 往生正因第二十五》
往生極樂世界，須具備三大資糧（即「信」、「願」、「行」），其中「信」即為相信南無阿彌陀佛與西方極樂世界的存在，「願」即為發願往生西方極樂世界。其中最重要的即為「行」，即在日常中依教奉行，踐行佛法。如持五戒（不殺生，不偷盜，不邪淫，不妄語，不飲酒）、十善（不殺生，不偷盜，不邪淫，不妄語，不綺語，不兩舌，不惡口，不貪，不瞋，不癡）。若三資糧皆俱備，於臨命終時必得阿彌陀佛接引，往生極樂世界。

假設若曾有犯一切罪行，如謗佛，惡口等。則臨命終時將不得往生西方淨土，而根據《無量壽經· 第二十一願：悔過得生願》
我作佛時。十方眾生。問我名號。繫念我國。發菩提心。堅固不退。植眾德本。至心回向。欲生我國。無不遂者。若有宿惡。聞我名字。即自悔過。為道作善。便持經戒。願生我剎。命終不復更三惡道。即生我國。若不爾者。不取正覺。
真誠懺悔，永不再犯。並持五戒十善，一心不亂稱念阿彌陀佛，於臨命終時亦可往生極樂世界。

## 三輩九品往生

清代丁观鹏《极乐世界图》，现藏于台北故宫博物院。

極樂世界依修行，可分為上、中、下生三輩，而各輩中又有上、中、下三品，因此可以稱為三輩九品。
《佛說大乘無量壽莊嚴清淨平等覺經　三輩往生第二十四》曰 :
|  | 其上輩者，捨家棄欲而作沙門。發菩提心。一向專念阿彌陀佛。修諸功德，願生彼國。此等眾生，臨壽終時，阿彌陀佛，與諸聖眾，現在其前。經須臾間，即隨彼佛往生其國。便於七寶華中自然化生，智慧勇猛，神通自在。是故阿難，其有眾生欲於今世見阿彌陀佛者，應發無上菩提之心。復當專念極樂國土。積集善根，應持迴向。由此見佛，生彼國中，得不退轉，乃至無上菩提。 其中輩者，雖不能行作沙門，大修功德，當發無上菩提之心。一向專念阿彌陀佛。隨己修行，諸善功德，奉持齋戒，起立塔像，飯食沙門，懸繒然燈，散華燒香，以此迴向，願生彼國。其人臨終，阿彌陀佛化現其身，光明相好，具如真佛，與諸大眾前後圍繞，現其人前，攝受導引。即隨化佛往生其國，住不退轉，無上菩提。功德智慧次如上輩者也。 其下輩者，假使不能作諸功德，當發無上菩提之心，一向專念阿彌陀佛。歡喜信樂，不生疑惑。以至誠心，願生其國。此人臨終，夢見彼佛，亦得往生。功德智慧次如中輩者也。若有眾生住大乘者，以清淨心，向無量壽。乃至十念，願生其國。聞甚深法，即生信解。乃至獲得一念淨心，發一念心念於彼佛。此人臨命終時，如在夢中，見阿彌陀佛，定生彼國，得不退轉無上菩提。 |

《佛說觀無量壽經》：
|  | 佛告阿難，及韋提希：『上品上生者，若有眾生願生彼國者，發三種心，即便往生。何等為三？一者至誠心，二者深心，三者迴向發願心；具三心者，必生彼國。』 『復有三種眾生，當得往生。何等為三？一者慈心不殺，具諸戒行；二者讀誦大乘，方等經典；三者修行六念。迴向發願，願生彼國；具此功德，一日乃至七日，即得往生。』 - 『生彼國時，此人精進勇猛故，阿彌陀如來，與觀世音，大勢至，無數化佛，百千比丘，聲聞大眾，無量諸天，七寶宮殿，觀世音菩薩，執金剛臺，與大勢至菩薩，至行者前，阿彌陀佛放大光明，照行者身，與菩薩授手迎接。觀世音，大勢至，與無數菩薩，讚歎行者，勸進其心。』 『行者見已，歡喜踊躍，自見其身，乘金剛臺，隨從佛後，如彈指頃，往生彼國。』 『生彼國已，見佛色身，眾相具足；見諸菩薩，色相具足；光明寶林，演說妙法。聞已，即悟無生法忍。經須臾間，歷事諸佛，遍十方界，於諸佛前，次第授記，還至本國，得無量百千陀羅尼門。』 『是名上品上生者。』 - 『上品中生者，不必受持讀誦方等經典。善解義趣，於第一義，心不驚動，深信因果，不謗大乘，以此功德迴向，願求生極樂。』 『行此行者，命欲終時，阿彌陀佛，與觀世音，大勢至，無量大眾，眷屬圍遶，持紫金臺，至行者前，讚言：「法子！汝行大乘，解第一義，是故我今來迎接汝！」與千化佛，一時授手。』 『行者自見坐紫金臺，合掌叉手，讚歎諸佛，如一念頃，即生彼國。七寶池中，此紫金臺，成大蓮華，經宿則開。』 『行者身作紫磨金色，足下亦有七寶蓮華，佛及菩薩，俱時放光，照行者身，目即開明，因前宿習，普聞眾聲，純說甚深第一義諦。即下金臺，禮佛合掌，讚歎世尊。』 『經於七日，應時即於阿耨多羅三藐三菩提，得不退轉。應時即能飛行，遍至十方，歷事諸佛。於諸佛所修諸三昧，經一小劫，得無生忍，現前授記。』 『是名上品中生者。』 - 『上品下生者，亦信因果，不謗大乘，但發無上道心，以此功德迴向，願求生極樂國。』 『行者命欲終時，阿彌陀佛，及觀世音、大勢至、與諸菩薩，持金蓮華，化作五百佛，來迎此人。五百化佛，一時授手，讚言：「法子！汝今清淨，發無上道心，我來迎汝！」』 『見此事時，即自見身坐金蓮華，坐已華合，隨世尊後，即得往生七寶池中，一日一夜，蓮華乃開，七日之中，乃得見佛。雖見佛身，於眾相好，心不明了，於三七日後，乃了了見。聞眾音聲，皆演妙法，遊歷十方，供養諸佛，於諸佛前，聞甚深法。經三小劫，得百法明門，住歡喜地。』 『是名上品下生者，是名上輩生想，名第十四觀。』 - 佛告阿難，及韋提希：『中品上生者，若有眾生，受持五戒，持八戒齊，修行諸戒，不造五逆，無眾過患，以此善根，迴向願求，生於西方極樂世界。』 『臨命終時，阿彌陀佛，與諸比丘，眷屬圍遶，放金色光，至其人所，演說苦、空、無常、無我，讚歎出家，得離眾苦。』 『行者見已，心大歡喜，自見己身，坐蓮華臺，長跪合掌，為佛作禮，未舉頭頃，即得往生極樂世界。』 『蓮華尋開，當華敷時，聞眾音聲讚歎四諦，應時即得阿羅漢道。三明六通，具八解脫。』 『是名中品上生者。』 - 『中品中生者，若有眾生，若一日一夜，持八戒齊；若一日一夜，持沙彌戒；若一日一夜，持具足戒；威儀無缺，以此功德迴向願求生極樂國。』 『戒香熏修。如此行者，命欲終時，見阿彌陀佛，與諸眷屬，放金色光，持七寶蓮華，至行者前，行者自聞空中有聲，讚言：「善男子！如汝善人，隨順三世諸佛教法，我來迎汝！」行者自見，坐蓮華上。蓮華即合，生於西方極樂世界。』 『在寶池中，經於七日，蓮華乃敷。華既敷已，開目合掌，讚歎世尊，聞法歡喜，得須陀洹，無半劫已，成阿羅漢。』 『是名中品中生者。』 - 『中品下生者，若有善男子，善女人，孝養父母，行世仁慈，此人命欲終時，遇善知識，為其廣說阿彌陀佛，國土樂事，亦說法藏比丘，四十八願。』 『聞此事已，尋即命終。譬如壯士，屈伸臂頃，即生西方極樂世界。』 『經七日已，遇觀世音，及大勢至，聞法歡喜，得須陀洹，過一小劫，成阿羅漢。』 『是名中品下生者。是名中輩生想，名第十五觀。』 - 佛告阿難及韋提希：『下品上生者，或有眾生作眾惡業，雖不誹謗方等經典，如此愚人，多造惡法，無有慚愧，命欲終時，遇善知識，為說大乘十二部經首題名字，以聞如是諸經名故，除卻千劫極重惡業。智者復教合掌叉手，稱南無阿彌陀佛，稱佛名故，除五十億劫生死之罪。』 『爾時彼佛，即遣化佛，化觀世音，化大勢至，至行者前，讚言：「善男子！以汝稱佛名故，諸罪消滅，我來迎汝！」作是語已，行者即見化佛光明，遍滿其室，見已歡喜，即便命終，乘寶蓮華，隨化佛後，生寶池中。經七七日，蓮華乃敷。』 『當華敷時，大悲觀世音菩薩，及大勢至菩薩，放大光明，住其人前，為說甚深十二部經。聞已信解，發無上道心，經十小劫，具百法明門，得入初地。』 『是名下品上生者。』 - 佛告阿難，及韋提希：『下品中生者，或有眾生，毀犯五戒，八戒，及具足戒，如此愚人，偷僧祗物，盜現前僧物，不淨說法，無有慚愧。以諸惡業，而自莊嚴。如此罪人，以惡業故，應墮地獄，命欲終時，地獄眾火，一時俱至。』 『遇善知識，以大慈悲，即為讚說阿彌陀佛，十力威德，廣讚彼佛，光明神力，亦讚戒定慧，解脫，解脫知見；此人聞已，除八十億劫生死之罪，地獄猛火化為清涼，風吹諸天華，華上皆有化佛菩薩，迎接此人。』 『如一念頃，即得往生七寶池中，蓮華之內，經於六劫，蓮華乃敷。觀世音，大勢至，以梵音聲，安慰彼人，為說大乘甚深經典。聞此法已，應時即發無上道心。』 『是名下品中生者。』 - 佛告阿難，及韋提希：『下品下生者，或有眾生，作不善業，五逆十惡，具諸不善，如此愚人，以惡業故，應墮惡道，經歷多劫，受苦無窮。』 『如此愚人，臨命終時，遇善知識，種種安慰，為說妙法，教令念佛，彼人苦逼，不遑念佛；善友告言：「汝若不能念彼佛者，應稱無量壽佛，如是至心，令聲不絕，具足十念，稱南無阿彌陀佛。」稱佛名故，所念念中，除八十億劫生死之罪。』 『命終之時，見金蓮華，猶如日輪，住其人前，如一念頃，即得往生極樂世界。』 『於蓮華中，滿十二大劫，蓮華方開，觀世音，大勢至，以大悲音聲，為其廣說諸法實相，除滅罪法。聞已歡喜，應時即發菩提之心。』 『是名下品下生者。是名下輩生想，名第十六觀。』 |

## 見證
依據佛經記載，見證西方極樂世界可夢中見、定中見或由往生者現出之瑞相推斷。如亡者頭頂發熱便可判断已经往生净土。
《淨土聖賢錄》記載前人往生淨土事蹟。

## 註释
1. ↑  《大乘寶月童子問法經》裡的譯名
2. ↑  见于《阿弥陀鼓音声王陀罗尼经》
3. ↑  若有男子 女人 聽到阿彌陀佛名號 若是稱念一天 或是到七天 阿彌陀佛 和 極樂世界聖眾 出現在男人 女人面前 男子女人命快終時 以阿彌陀佛 神威光明 令男子女人 心識安詳 爾時 行者與西方三聖 一彈指間 即得往極樂世界蓮花化生莲龙居士, , Trafford (July 1, 2014),   [2018-05-26], ISBN 9781490740485, （原始内容存档于2021-06-24）

## 延伸閲讀
- Inagaki, Hisao, trans.,  (PDF), Berkeley: Numata Center for Buddhist Translation and Research, 2003, ISBN 1-886439-18-4, （原始内容 (PDF)存档于May 12, 2014）
- Tanaka, Kenneth K. (1987). Where is the Pure Land?: Controversy in Chinese Buddhism on the Nature of Pure Land, Pacific World Journal (New Series) 3, 36-45
- Halkias, Georgios (2013). Luminous Bliss: a Religious History of Pure Land Literature in Tibet. With an Annotated Translation and Critical Analysis of the Orgyen-ling golden short Sukhāvatīvyūha-sūtra. University of Hawai‘i Press.
- Johnson, Peter, trans. (2020). The Land of Pure Bliss, Sukhāvatī: On the Nature of Faith & Practice in Greater Vehicle (Mahāyāna) Buddhism, Including The Scripture About Meditation on the Buddha ‘Of Infinite Life’ (Amitāyur Buddha Dhyāna Sūtra, 觀無量壽佛經)  （页面存档备份，存于） and a full translation of Shandao's Commentary on it  （页面存档备份，存于）, An Lac Publications, ISBN 978-1-7923-4208-0

## 外部連結
- The Shorter Sukhāvatīvyūha Sūtra （页面存档备份，存于）, the Amitabha Sutra
- Dol-po-pa’s （页面存档备份，存于）: A Prayer for Birth in Sukhāvatī